# Turricostellaria
Turricostellaria is een geslacht van weekdieren uit de klasse van de Gastropoda (slakken).

## Soorten
- Turricostellaria amphissa Simone & Cunha, 2012
- Turricostellaria apyrahi Simone & Cunha, 2012
- Turricostellaria jukyry Simone & Cunha, 2012
- Turricostellaria leonardhilli Petuch, 1987
- Turricostellaria lindae Petuch, 1987
- Turricostellaria ovir Simone & Cunha, 2012